# Brahmagiri (sitio arqueológico)
Brahma-giri (‘colina de [el dios] Brahmá’) es un sitio arqueológico ubicado cerca de la ciudad india de Siddapur, en el distrito de Chitradurga (estado de Karnataka).
La leyenda dice que en este lugar vivieron Gótama Maharishi (que no debe confundirse con Gautama Buda) y su esposa Ajalia. Gautama es considerado uno de los Sapta Rishi (los ‘Siete Sabios’) y fue autor de algunos himnos del Rig-veda (el texto más antiguo de la India, de mediados del II milenio a. C.).
Este sitio fue explorado por primera vez en 1891 por B. L. Rice (1837-1927), quien descubrió dos edictos en roca del emperador Ashoka. En los edictos (fechados hacia el 230 a. C.) se indicaba que esta localidad se denominaba originalmente Isila, y era el punto más al sur del Imperio mauria.
La colina Brahmagiri es un afloramiento de granito que se eleva unos 180 m por encima de la llanura circundante y mide alrededor de 500 m de este a oeste y 100 m de norte a sur.
Es conocido por la gran cantidad de monumentos megalíticos que se han encontrado aquí.
El primer asentamiento humano que se ha hallado aquí ha sido fechado en por lo menos el II milenio a. C.

## Historia de la excavación
En 1947, el arqueólogo escocés Mortimer Wheeler (1890-1976) excavó el sitio en nombre del Archaeological Survey of India.
Nueve años después (en 1956), Seshadri reanudó las excavaciones; y Amalananda Ghosh hizo lo mismo en 1965 y 1978.

## Hallazgos arqueológicos
Las excavaciones revelaron templos medievales de piedra, cerámica, abalorios y figuras de terracota, piedras semipreciosas y estructuras megalíticas.
Se encontraron rastros de culturas microlíticas, neolíticas, de la Edad del Hierro, del periodo mauria y chalukia-hoysala.
Como la aldea donde Wheeler encontró la zanja con restos microlíticos se llamaba Roppa, la llamó cultura roppa.
Gracias a los neolitos que encontró dedujo que eran evidencia de que esta región había sido ocupada por comunidades agrícolo-ganaderas en el período premegalítico.
En 1947, Mortimer Wheeler hizo más excavaciones en Brahmagiri, y encontró diez estructuras domésticas y las clasificó como pertenecientes a una secuencia de tres etapas culturales:
- período I (neolítico o neolítico-calcolítico).
- periodo II (megalítico) y
- período III (una cultura histórica temprana).[1][7]

Encontró también un cementerio de 300 tumbas, con entierros realizados en tumbas rectangulares, circulares (con piedras que rodean las cistas de granito) y urnas-pozos circulares (pit-circles). Las tumbas también incluían objetos como recipientes con grafitis, cuentas de piedra y de hierro, y herramientas de cobre.

### Período I (neolítico)
Wheeler dató este período entre principios del I milenio a. C. y el siglo II a. C. Los objetos que encontró en este período incluían un gran número de hachas de piedra pulida de dolerita, microlitos como medias lunas, buriles y cuchillos hechos de jaspe, ágata, cornalina y ópalo, y ornamentos usados por los seres humanos, como anillos de bronce y cuentas de magnesita, ágata y caracolas.
También encontró recipientes hechos a mano con cerámica gris trabajada toscamente, y con formas como vasos globulares, cuencos poco profundos y tazas con pico. En este período, los niños eran enterrados en urnas de cerámica, con el cuerpo doblado, mientras que los adultos eran enterrados en fosas de forma alargada.

### Período II (megalítico)
Wheeler calculó que este período estuvo entre el siglo II a. C. y mediados del siglo I d. C. Descubrió que los seres humanos que habitaron Brahmaguiri durante este periodo utilizaron el hierro para sus herramientas agrícolas (como hoces) y para sus armas (como lanzas, espadas y puntas de flecha).
La cerámica de este período tenía formas semiesféricas, como recipientes hondos, tapas con forma de embudos, platos hondos y ollas con tres patas, entre otros. Los vasos aparecen en tres tipos:
- cerámica pulida negra y roja
- cerámica negra y
- cerámica mate y brillante[3]

En este periodo los entierros se realizaban en tumbas de piedra o fosas excavadas que se rodeaban con rocas dispuestas en forma de círculo o de varios círculos concéntricos. Las cistas también contenían vasijas funerarias y objetos (como cuentas e implementos de hierro).

### Período III (cultura histórica temprana)
Wheeler fechó este período entre el siglo II a. C. hasta la mitad del siglo I d. C. En este período se comenzó a fabricar cerámica sofisticada mediante torno de alfarero. Los recipientes se hacían con formas como platos poco profundos, copas y vasos, recubiertos con pintura rojizo y dibujos geométricos de color blanco. Entre los adornos se fabricaban brazaletes de caracola, cerámica, hueso, vidrio y oro, y cuentas de magnesita, ágata, cornalina y terracota.

## Otros sitios megalíticos en el estado de Karnataka
- Morera Thatte
- Sidlaphadi
- Sanganakallu
- Petroglifos de Kupgal
- Hirebenkal
- Khyad
- Arte prehistórico en roca en Sonda
- Byse
- Anegundi